# Messieurs les enfants (film)
Pour plus de détails, voir Fiche technique et Distribution.
Messieurs les enfants est un film français de Pierre Boutron, réalisé en 1996 et sorti en 1997. Le film a été développé sur la base d'un scénario écrit avec Daniel Pennac qui a également abouti au roman Messieurs les enfants

## Synopsis
Pris en faute par leur professeur de français, Joseph, Igor et Nourdine se retrouvent avec pour punition le sujet suivant : "Vous vous réveillez un matin, et vous constatez que, dans la nuit, vous avez été transformé en adulte. Complètement affolé, vous vous précipitez dans la chambre de vos parents. Ils ont été transformés en enfants. Racontez la suite". Malheureusement pour eux, le sujet va devenir réalité.

## Fiche technique
- Titre : Messieurs les enfants
- Réalisation : Pierre Boutron
- Scénario : Daniel Pennac et Pierre Boutron
- Musique : Jean-Claude Petit
- Année : 1996
- Genre : comédie
- Durée : 100 minutes
- Format :
- Pays :  France
- Date de sortie : 1er octobre 1997

## Distribution
- Pierre Arditi : Joseph Pritzky/Pope Pritzky
- François Morel : Igor Laforgue/Pierre Laforgue
- Zinedine Soualem : Nourdine Kader/Ismaël Kader
- Ouassini Embarek : Nourdine Kader enfant
- Catherine Jacob : Yolande
- Jean-Louis Richard : Albert Crastaing
- Guillaume Pelé : Joseph Pritzky enfant
- Pol Raguénès : Igor Laforgue enfant
- Thibault Degouy : Pope Pritzky enfant
- Axel Moine : Pierre Laforgue enfant
- Mourad Majdou : Ismaël Kader enfant
- Vanessa Bile-Audouard : Tatiana enfant
- Jessica Watson : Moune enfant
- Johann Martel : Éric enfant
- Alexandre Aubry : Albert Crastaing enfant
- Michel Aumont : Le principal
- Anne Jacquemin : Tatiana
- Nozha Khouadra : Rachida (Hélène) Kader
- Nathalie Auffret : Moune
- Jean-Claude Leguay : Éric
- Philippe Khorsand : L'huissier
- Tonino Benacquista : Le surveillant général
- Claire Borotra : Agnès
- Valérie Vogt : Une prostituée
- Géraldine Bonnet-Guérin : Une prostituée
- Laurent Paty : Le flic
- Michel Caccia : Le client de Yolande
- Rose-Marie Scheffler : Mme Lehmann
- Daniel Pennac : L'homme dans la voiture #1
- Pierre Boutron : L'homme dans la voiture #2
- Jean-Baptiste Bazin : Un élève
- Kelly Guérault : L'élève Fontanges